# Draga Olteanu-Matei
Draga Olteanu-Matei (Bukarest, 1933. október 24. – Jászvásár, 2020. november 18.) román színésznő. Elsősorban vígjátékokban lépett fel, a bukaresti Nemzeti Színházban, 90 filmben és 100 televíziós szerepben.

## Élete
1956-ban végzett az I.L. Caragiale Színművészeti és Filmművészeti Intézetben, és ugyanennek az évnek szeptemberében lépett először színpadra Alexandru Mirodan Ziariștii (Az újságírók) című darabjában. Pályafutása során számos klasszikus és kortárs román színdarabban játszott, mint például a Vasile Alecsandri nyomán készült Coana Chirița (Chirița nagysága), amelyből utóbb két részes forgatókönyvet is írt; Kiritescu: Gaițele (Szajkók), Barbu Ștefănescu Delavrancea: Hagi Tudose, G.M. Zamfirescu: Domnișoara Nastasia (Nastasia kisasszony), Dumitru Radu Popescu: Pisica în noaptea de Anul Nou (A macska újév éjszakáján), Ion Băieșu: Autorul e în sală (A szerző a teremben van). A Nemzeti Színházban játszott továbbá Gorkij Éjjeli menedékhelyében.
A televízióban emlékezetes fellépései voltak különböző varieté- és szilveszteri műsorokban. Ezekben a műsorokban sikeres párost alkotott Amza Pellea-val, Nea Mărin (Mărin bá) feleségeként. 
Miután 2007-ben nyugdíjba vonult a Nemzeti Színházból, Piatra Neamț-ra költözött, ahol megalapította a Teatrul Vostru amatőr társulatot. Ugyanebben az évben Piatra Neamț díszpolgára lett.
2002. május 30-án a Románia Csillaga érdemrend lovagi fokozatával tüntették ki.
2010-ben, a legrangosabb román filmes eseményen, a Gopo-gálán életműdíjjal ismerték el. SZintén életműdíjas lett a Comedy Cluj 2011-es kiadásán.
2014. október 23-án a sinaiai Peleș-kastélyban tartott ünnepségen a román királyi család a Román Korona-rend tiszti fokozatával díjazták.

## Filmjei
- Blanca (1955)
- Hazatérés (1960)
- Telegrame (1960)
- Elloptak egy bombát (1962)
- Lupény 1929 (1962)
- Liniște (1963)
- Un surîs în plină vară (1964)
- Merii sălbatici (1964)
- Felkelés (1965)
- Betyárok (1966)
- Asszonyok kálváriája (1966)
- Fantomele se grăbesc (1966)
- Zile de vară (1967)
- Cine va deschide ușa? (1967)
- A felügyelő és a halál (1967)
- Szüzek elrablása (1968)
- A betyárok bosszúja (1968)
- Néma barátok (1969)
- Fivérek (1970)
- Facerea lumii (1971)
- Ma este családi körben táncolunk (1972)
- Robbanás (1972)
- Bariera (1972)
- Pistruiatul (1973)
- Nyestfiak (1974)
- Protekció nélkül (1974)
- Ștefan cel Mare - Vaslui 1475 (1975)
- Üdvözlőlap virágokkal (1975)
- Hárman a világ végén (1975)
- Gyilkos szenvedély (1975)
- Zile fierbinți (1975)
- Serenadă pentru etajul XII (1976)
- Ultima noapte a singurătății (1976)
- A bíróság elhalasztja a döntést (1976)
- Bunicul și doi delicvenți minori (1976)
- Férfiak nélkül (1977)
- Eu, tu, și... Ovidiu (1978)
- Az autóbusz akció (1978)
- Pentru patrie (1978)
- Gustul și culoarea fericirii (1978)
- Avaria (1978)
- Din nou împreună (1978)
- Egymillió zöldhagymával (1979)
- A halál magnószalagon érkezik (1979)
- Audiența (1979)
- Dumbrava minunată (1980)
- A csendbiztos (1981)
- Iancu Jianu haiducul (1981)
- O lume fără cer (1981)
- Buletin de București (1983)
- Miezul fierbinte al pîinii (1983)
- Rămășagul (1985)
- Căsătorie cu repetiție (1985)
- Promisiuni (1985)
- Cucoana Chirița (1987)
- Chirița în Iași (1988)
- Dănilă Prepeleac (1996)
- Faimosul Paparazzo (1999)
- Ministerul comediei (1999)

## Főbb színpadi szerepei
- Vasile Alecsandri: Coana Chirița
- Ion Băieşu(wd): Autorul e în sală
- Aurel Baranga: Ádám és Éva
- Aurel Baranga: Simfonia patetică
- Aurel Baranga: Travesti
- Mihai Beniuc(wd): Valea Cucului
- Noël Coward: Aşteptând la Arlechin (Waiting in the Wings)
- Victor Eftimiu: Fetele Didinei
- Victor Eftimiu: Înșir'te mărgărite
- Victor Eftimiu: Omul care a văzut moartea
- Paul Everac(wd): Ștafeta nevăzută
- Gogol: Háztűznéző
- Makszim Gorkij: Éjjeli menedékhely
- Alexandru Kirițescu(wd): Gaițele
- Leonyid Leonov(wd): Caleașca de aur
- Molière: A fösvény
- Molière: Tartuffe
- Tudor Muşatescu: Visul unei nopți de iarnă
- Victor Ion Popa(wd): Mușcata din fereastră
- Dumitru Radu Popescu: Pisica în noaptea Anului Nou
- Dinu Săraru(wd): Crimă pentru pământ
- Mihail Sebastian: Jocul de-a vacanța (Vakációsdi)
- Mircea Ștefănescu(wd): Căruța cu paiațe
- Mircea Ştefănescu: Rețeta fericirii
- Barbu Ștefănescu Delavrancea: Hagi Tudose
- Lev Tolsztoj: Élő holttest
- George Topîrceanu: Minunile Sfântului Sisoe
- George Mihail Zamfirescu(wd): Domnișoara Nastasia

## Fordítás
Ez a szócikk részben vagy egészben  a   Draga Olteanu-Matei című román Wikipédia-szócikk ezen változatának fordításán alapul.  Az eredeti cikk szerkesztőit annak laptörténete sorolja fel. Ez a jelzés csupán a megfogalmazás eredetét és a szerzői jogokat jelzi, nem szolgál a cikkben szereplő információk forrásmegjelöléseként.